# Christiane F.
Christiane F., pseudonimo di Vera Christiane Felscherinow (Amburgo, 20 maggio 1962), è una scrittrice e musicista tedesca.
È nota per aver scritto, con i giornalisti Kai Hermann e Horst Rieck, il libro Wir Kinder vom Bahnhof Zoo, tradotto in italiano con il titolo Noi, i ragazzi dello zoo di Berlino, pubblicato per la prima volta in Germania nel 1978. Questa biografia memorialistica, che descrive con particolare realismo il trasloco all'età di sei anni dalla campagna di Amburgo al contesto urbano di Berlino Ovest, l'infanzia difficile, la tossicodipendenza e la prostituzione iniziate fin dalla prima adolescenza, destò molto scalpore in tutto il mondo. Il testo fu tradotto in molte lingue e diventò un controverso simbolo per la generazione che più di tutte fu vittima dell'eroina.
Il libro fu ricavato dalla pubblicazione a puntate sulla rivista tedesca Stern di una serie di interviste che i due giornalisti sostennero nel corso del 1978 per circa due mesi con Vera Felscherinow, imputata e testimone in un processo conclusosi nel giugno di quell'anno con la sua condanna per detenzione di droga e ricettazione. Il processo si riferiva a un procedimento d'accusa contro un uomo che forniva eroina a delle giovanissime prostitute (tra le quali anche la stessa Vera Felscherinow) in cambio di rapporti sessuali, procedimento depositato presso il tribunale di Berlino Ovest nel luglio del 1977. Al termine del processo la condanna per lei fu sospesa con la condizionale in quanto all'epoca dei fatti era minorenne.
Dal libro fu tratto il film Christiane F. - Noi, i ragazzi dello zoo di Berlino (Christiane F. - Wir Kinder vom Bahnhof Zoo), uscito nel 1981 con la regia di Uli Edel. Sia il libro che il film ottennero un grande successo rendendo Vera Felscherinow famosa in Germania e in tutto il mondo occidentale e facendola diventare un simbolo della cultura giovanile influenzata dalla droga degli anni settanta e ottanta. All'inizio degli anni ottanta è stata attiva come musicista e attrice, ma non ha avuto successo commerciale.
Nel 2013 pubblica, con la collaborazione della giornalista Sonja Vukovic, la sua autobiografia dal titolo Christiane F. Mein zweites Leben (uscito in Italia l'anno seguente con il titolo Christiane F. La mia seconda vita).

## Biografia

### L'infanzia

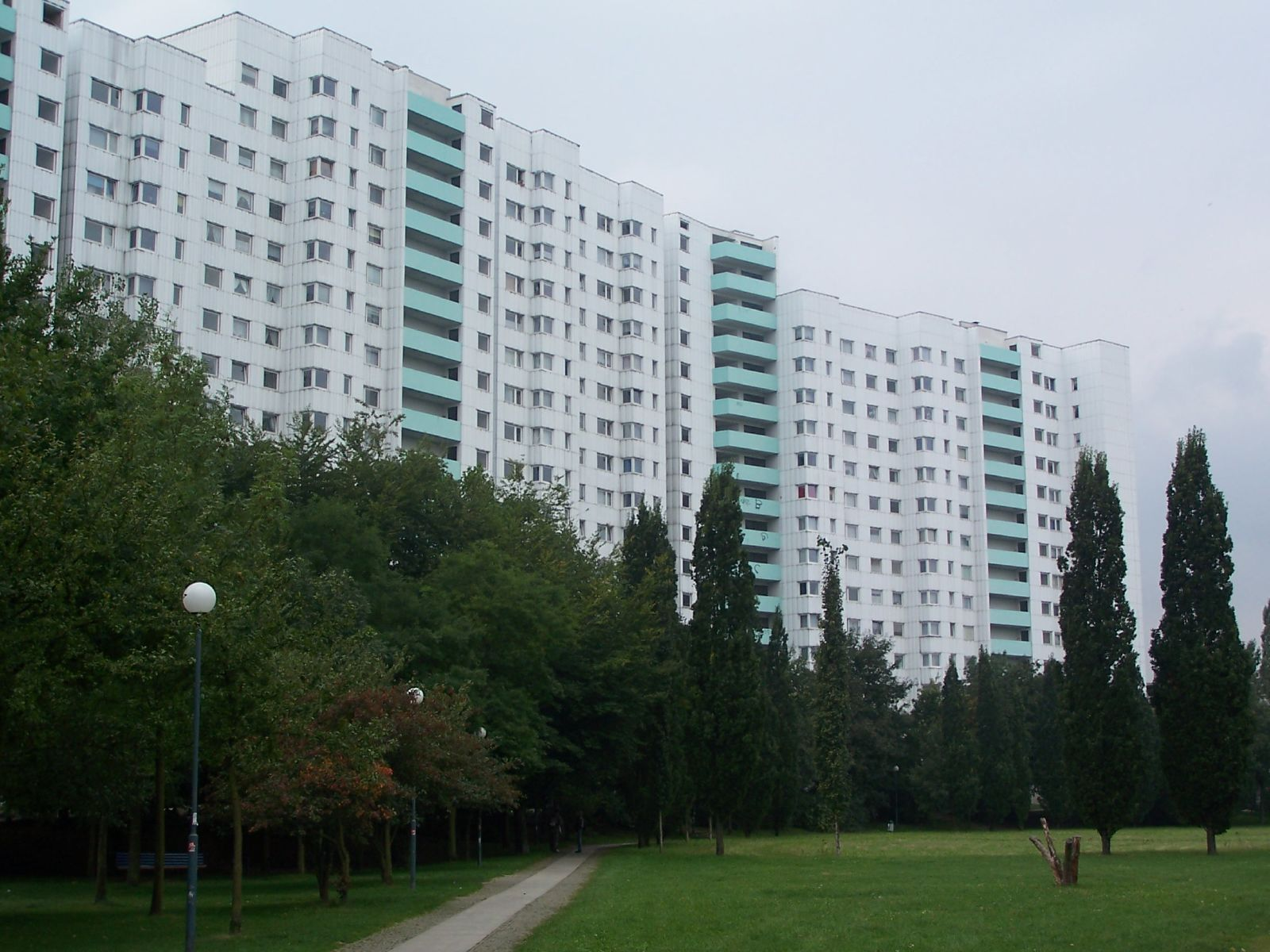
I palazzi della Gropiusstadt di Berlino dove Vera Felscherinow ha vissuto dal 1969 al 1976 (fotografia scattata il 28 settembre 2005).

Figlia di Klaus-Dieter Felscherinow e di sua moglie Ursula Felscherinow, Vera Christiane Felscherinow è cresciuta in una famiglia che è stata plasmata dall'alcolismo di suo padre. I genitori si trasferiscono nella città di Berlino Ovest alla ricerca di una migliore sistemazione quando lei ha sei anni. Dopo un breve soggiorno nel quartiere Kreuzberg nella Paul-Lincke-Ufer, lungo il Landwehrkanal, la famiglia prende casa nel quartiere periferico Gropiusstadt. I primi anni della vita berlinese sono molto difficili per la bambina: problemi finanziari in famiglia, un padre violento e frustrato, un contesto sociale deprimente e di scarse prospettive.
A questo si aggiunge il divorzio dei genitori e l'allontanamento della sorella, Annette Felscherinow, di un anno più piccola, che decide di andare a vivere con il padre: Vera Felscherinow rimane con la madre e con il suo nuovo e giovane compagno Klaus nel nuovo appartamento a Rudow, una fermata di metropolitana più in là di Gropiusstadt.

### L'esperienza con le sostanze stupefacenti

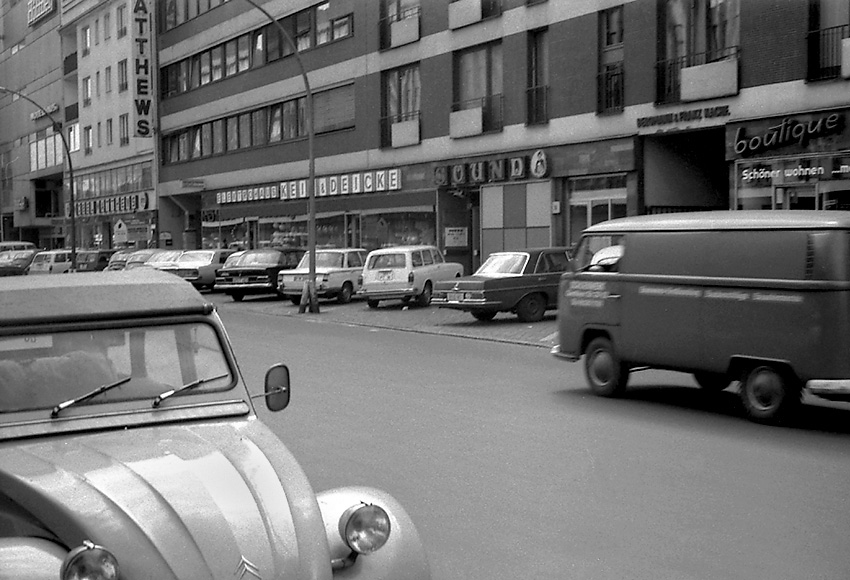
L'ingresso della discoteca Sound di Berlino (fotografia risalente al giugno del 1974).

Nel 1974, all'età di dodici anni, inizia a frequentare il ginnasio unificato di Gropiusstadt, dove fa amicizia con Suzanne Kuhn, detta Kessi. Proprio insieme a lei avrà inizio la sua esperienza con le droghe. Vera Felscherinow inizia a consumare hashish, droghe sintetiche (Mandrax, LSD, efedrina) e psicofarmaci (diazepam) nel centro giovanile della Chiesa luterana di Gropiusstadt, la Haus der Mitte situata al numero civico 50 di Lipschitzallee. In seguito la sua vita sociale gravita attorno alla discoteca Sound (definita dai cartelloni pubblicitari "la più moderna d'Europa", ma che a Vera Felscherinow appare come un semplice sottoscala dal soffitto basso), posta al numero civico 26 di Genthinerstraße (nella zona del giardino zoologico), a poca distanza quindi dalla Kurfürstenstraße, che risulta essere l'epicentro (in particolare nel tratto in cui incrocia la Potsdamer Straße) di quella parte del quartiere Tiergarten di Berlino tristemente nota per essere un centro di spaccio di eroina e di prostituzione giovanile.

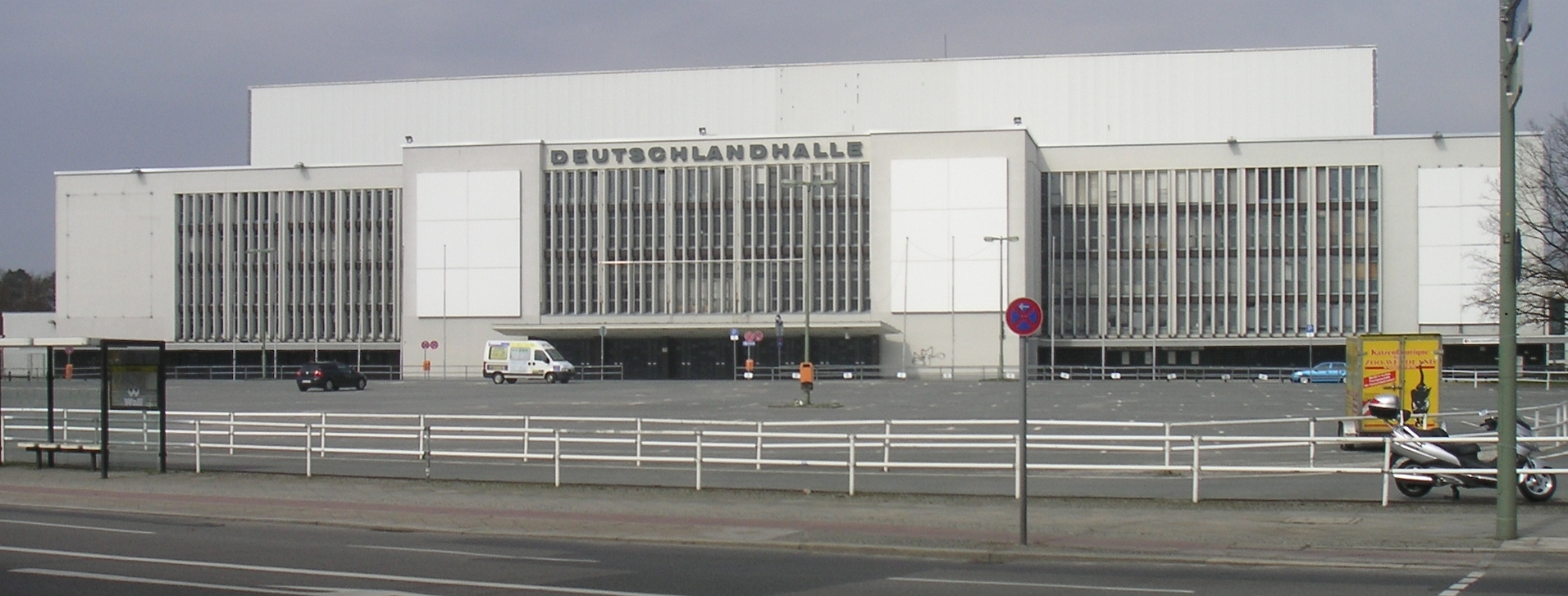
Il Deutschlandhalle di Berlino (fotografia scattata il 17 aprile 2006).

Il 10 aprile 1976, ancora tredicenne e a poca distanza temporale dal trasloco al quartiere Kreuzberg (in prossimità del "muro"), assume per la prima volta l'eroina, tramite inalazione, dopo aver preso parte al concerto di David Bowie al Deutschlandhalle.
In seguito fa la conoscenza di Babette Döge, detta Babsi, e di Catherine Schabeck, detta Stella. Nell'estate dello stesso anno, nei gabinetti pubblici del Bülowbogen (l'arco fluviale del Landwehrkanal vicino alla Potsdamer Straße) si inietta per la prima volta la stessa sostanza in vena. Inizia così una doppia vita (di cui la madre verrà a conoscenza solo dopo diverso tempo, cercando infruttuosamente di aiutarla nella disintossicazione): tutte le mattine Vera Felscherinow frequenta normalmente la scuola e passa i pomeriggi a procurarsi l'eroina alla "stazione dello zoo" sita nel quartiere Charlottenburg.

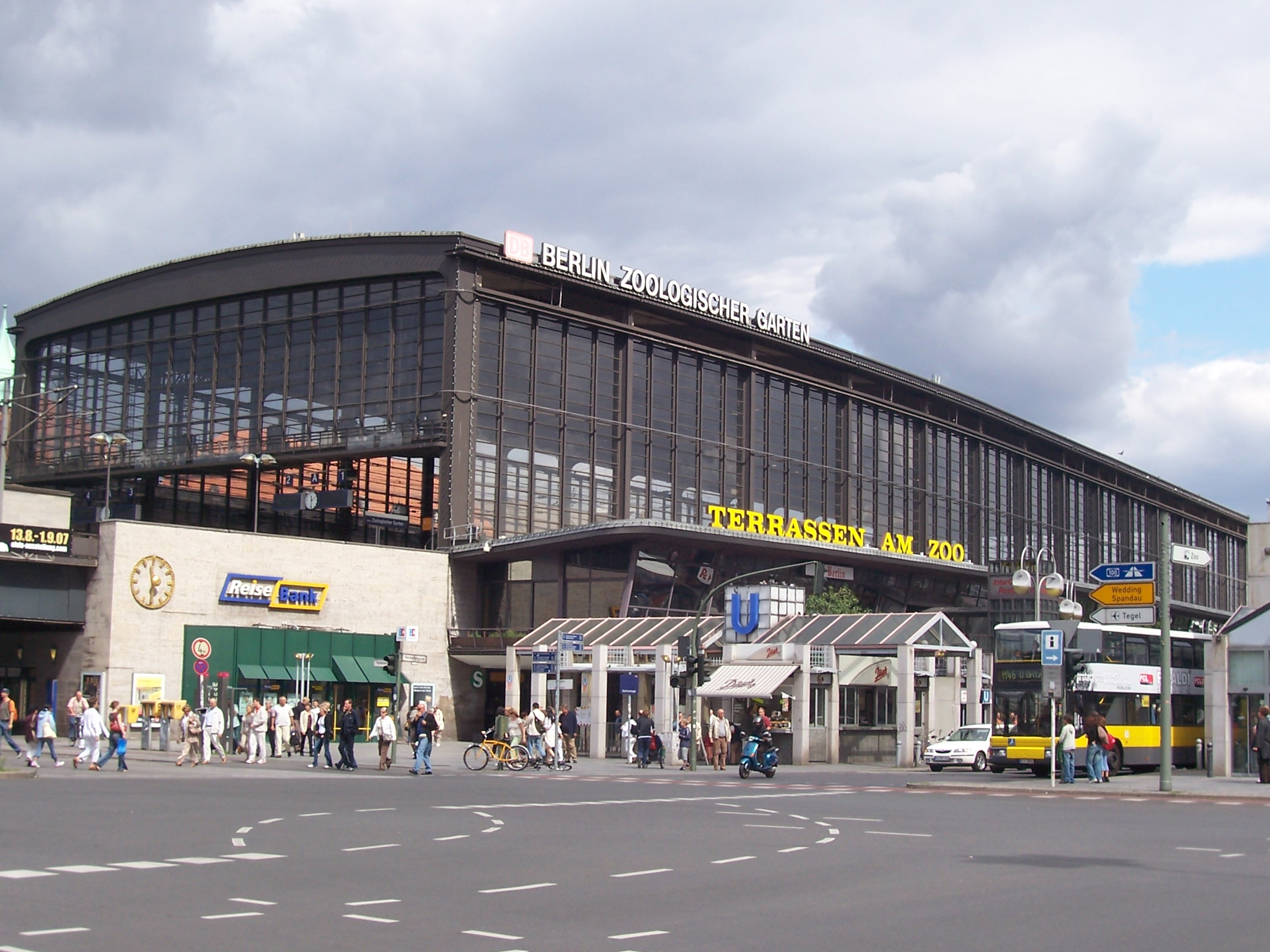
La stazione ferroviaria di Berlino Giardino Zoologico (fotografia scattata il 1 agosto 2007).

Ben presto Vera Felscherinow inizia a prostituirsi in Kurfürstenstraße e alla "stazione dello zoo" in compagnia delle sue amiche Babette Döge e Catherine Schabeck. L'esordio sui marciapiedi avviene con un distinto signore alla guida di una Mercedes anch'egli frequentatore della discoteca Sound e che da tempo l'adocchiava. Anche il suo ragazzo, Detlef R., è un tossicodipendente che si prostituisce con clienti omosessuali per procurarsi la roba. In questi anni inizia per Vera Felscherinow una spirale che la accomuna alle storie dei giovani tossicodipendenti berlinesi degli anni Settanta.
Col tempo Vera Felscherinow continuerà a fare tentativi di disintossicazione, ma senza successo. Tra il 7 aprile e il 19 luglio 1977 assisterà alla morte di Andreas Wieczorek, detto Atze e suo primo fidanzato, di Axel W, migliore amico di Detlef R. e suo confidente, e di Babette Döge. 
Mesi dopo tenterà il suicidio iniettandosi una dose di eroina superiore a quella consueta. Si risveglierà alcune ore dopo, soccorsa da una coppia di ragazzi. Nel novembre del 1977 la madre riesce a salvarla, allontanandola da Berlino e mandandola a vivere dalla nonna e dalla zia in un paesino della campagna del Schleswig-Holstein, vicino ad Amburgo, dove rimarrà per due anni. Qui, a causa dei suoi precedenti, non può frequentare né il ginnasio e né un istituto tecnico. Si iscrive così a una scuola professionale e ottiene un diploma che però le sarà di scarsa utilità.
I fatti trattati fin qui sono inclusi nel libro Noi, i ragazzi dello zoo di Berlino.

### Il successo

#### Il libro e il film
Nel 1978, dopo l'incontro con i giornalisti dello Stern, esce in Germania il libro che avrebbe reso Vera Felscherinow famosa in tutto il mondo. Il libro era stato preceduto dalla pubblicazione a puntate delle interviste sulla stessa rivista Stern. In Italia il libro viene pubblicato nel 1981 dalla casa editrice Rizzoli con la traduzione della giornalista Roberta Tatafiore.
Nel 1981 esce anche la trasposizione cinematografica del libro diretta da Uli Edel e che vede la partecipazione della giovanissima Natja Brunckhorst.
In quegli stessi anni il libro viene tradotto in diverse lingue. La versione italiana dello stesso presenta degli errori nell'indicazione di alcuni dei luoghi di Berlino in cui si svolge la storia e non contiene le fotografie presenti nell'edizione originale. Il successo del volume, che da allora è stato utilizzato nell'insegnamento nelle scuole tedesche, porta la giovane a un periodo di assidua frequentazione della televisione e dei rotocalchi giornalistici che la rende famosa in tutto il mondo.

#### La musica
Negli anni tra il 1981 e il 1984 Vera Felscherinow tenta la carriera musicale, insieme al suo compagno di allora, Alexander Hacke, componente dell'allora nascente band berlinese Einstürzende Neubauten. Insieme a lui, che aveva conosciuto ad Amburgo tra il 1980 e il 1981 quando lei viveva in un appartamento per artisti sulla Reeperbahn della città, Vera Felscherinow torna a vivere a Berlino e calca la scena musicale berlinese, formando con questi il duo musicale Sentimentale Jugend.
Proprio in questa formazione Vera Felscherinow, con l'inedito pseudonimo di "Christiane X", prende parte al Festival Genialer Dilletanten, il 4 settembre del 1981 al Tempodrom di Berlino, spettacolo nel quale si esibirono le più sperimentali formazioni musicali giovanili della Berlino di quegli anni. In questa occasione i Sentimentale Jugend suonano cinque pezzi: Intro, Ghetto, der 10.5, Hiroshima e Weg Laufen. In queste canzoni Vera Felscherinow partecipa come voce e suona la chitarra. Nell'edizione pubblicata del concerto è stata aggiunta una canzone inedita che accompagna i titoli di coda dal titolo Pour Mon Bibi. In quegli anni il concerto circolava tra i circuiti amatoriali in audiocassetta. Solo in seguito è stato pubblicato in vinile, CD e DVD.
Nel corso di questi anni altre canzoni sono pubblicate a nome dei Sentimentale Jugend. Nella compilation uscita in LP nel 1981 con il titolo Monogam Sampler appaiono due canzoni attribuite al duo: Wollt Ihr die totale Befriedigung? e Klinik. Nella compilation uscita in LP ed edita, sembra, nel 1981 con il titolo Zugende Fleisch appaiono nuovamente le due canzoni precedentemente citate e una terza dal titolo Winnetou Walzer (als Hitler das rosa Kaninchen stahl).
In questi stessi anni Vera Felscherinow tenta la carriera da cantante solista. Nel 1982, nello stile della Neue Deutsche Welle, esce il suo primo disco, un EP dal titolo Gesundheit!. Il disco, inciso negli Stati Uniti d'America, contiene sul lato A la canzone principale Wunderbar e un pezzo di nome Heimweh (Homesick), mentre sul lato B una versione di durata maggiore della stessa Wunderbar. In copertina appare il nome di "Christiane F".
Sempre nello stesso anno, assolutamente insoddisfatta dalla registrazione della canzone, Vera Felscherinow, insieme ad Alexander Hacke e al suo gruppo, procedette a un rifacimento di Wunderbar che fu così riedito in Germania in un EP dal titolo Final Church. La canzone prese il nome di Health Dub e assunse caratteristiche molto più vicine allo sperimentalismo berlinese di quegli anni. Questo disco presenta al suo interno altre due canzoni: Süchtig e Spinnen. L'autrice è segnata in copertina come "Christiana". La stessa versione della canzone, anche se con il nome della prima versione (Wunderbar), è stata pubblicata, sempre nel 1982, nel singolo attribuito a "Christiane F." e agli Einstürzende Neubauten dal titolo Wunderbar/Der Tod holt mich ein.
La sua vita sulla scena artistico-musicale di Berlino è raccontata nello Special Radio Bremen del 1983.
Nel 1984 esce per il mercato giapponese in audiocassetta una raccolta di canzoni di gruppi berlinesi di quegli anni dal titolo Tra Special Berlin e all'interno della quale fanno la loro comparsa il pezzo Suchtig di Vera Felscherinow e la canzone Hiroshima dei Sentimentale Jugend. Nella musicassetta sono presenti anche delle interviste ad Alexander Hacke e a Vera Felscherinow.
Nel 1991 le canzoni Wollt Ihr die totale Befriedigung? e Hiroshima sono state ripubblicate nella raccolta Als die Partisanen Kamen. Alcune delle canzoni dei Sentimentale Jugend sono state riedite nel LP/CD/DVD Berlin Super '80.
Nel 2003 è stato pubblicato un LP/CD contenente le due differenti versioni della sua canzone principale: Wunderbar ed Health Dub. In questa circostanza è stata scelta per il lato A del disco la versione presente in quello B di Gesundheit!. La canzone Wunderbar, nella sua versione breve, è stata pubblicata nel 2005 nella già citata raccolta Berlin Super '80. Nel 2006 è stato pubblicato un 45 giri in vinile a cura di Brezel Göring dal titolo Ich bin so süchtig che riprende la canzone del 1982 Wunderbar e sempre nello stesso anno è stato pubblicato un triplo LP dal titolo Cassettencombinat West-Berlin 1980-81 contenente otto canzoni dei Sentimentale Jugend: Tote Kammer, Maschinen, Hiroshima, Pour Mon Bibí, Angst, Ghetto, Tu Mir Weh e Kleine Nachtmusik. Non è tuttavia del tutto chiaro quanto Vera Felscherinow abbia effettivamente partecipato alla composizione delle canzoni del duo.

#### Il cinema
Sempre in questi anni, Vera Felscherinow recita in due film della scena berlinese. Nel 1982 è la protagonista del film Neonstadt (in cui recita tra gli altri insieme a Charles Brauer, Barbara Freier, Lisa Kreuzer, Michaela May e Billie Zöckler) dove interpreta se stessa e risulta accreditata per la prima volta come "Christiane Felscherinow".
Nel 1983 partecipa al film Decoder del regista tedesco Muscha (pellicola che uscirà l'anno seguente) prendendo anche parte alla colonna sonora come corista. Sempre nel 1983 Vera Felscherinow è negli Stati Uniti d'America per la promozione della prima del film Christiane F. - Noi, i ragazzi dello zoo di Berlino. Qui incontrerà personalmente David Bowie, autore della colonna sonora.

### L'oblio
Nel corso del 1984 Vera Felscherinow, dopo essersi lasciata con Alexander Hacke (a causa del fatto che la ragazza aveva ripreso il consumo di droghe, secondo quanto sostiene quest'ultimo nel reportage dello Spiegel del 1995), si trasferisce in Svizzera presso la pittrice Anna Keel, la quale era molto entusiasta di lei e cercò di avviarla al mondo del teatro e dell'arte. In questo periodo Vera Felscherinow conosce alcune persone importanti del mondo culturale di allora, tra cui Federico Fellini, Loriot e Friedrich Dürrenmatt.
Nonostante Anna Keel la tratti quasi come una figlia, la parentesi svizzera dura poco perché Vera Felscherinow non riesce ad abituarsi a quel mondo che a parere suo la trattava più come un pupazzo che come una persona. Ritorna a Berlino (nel 1985 viveva in un appartamento al numero civico 63 di Reuterstraße nell'allora distretto Kreuzberg, oggi declassato a quartiere) e scompare dalla scena e dai rotocalchi e cade nuovamente nel tunnel della tossicodipendenza. Ha infatti una ricaduta nell'eroina e ritorna nel giro della prostituzione. Dopo essere riuscita a farla franca con una multa per aver violato la legge sugli stupefacenti nel 1985, è stata condannata a 10 mesi di carcere nel gennaio del 1986. Piuttosto che accettare un piano di rieducazione e reinserimento sociale, decide per la detenzione.
Dal 1987 al 1993 vive in Grecia con il suo fidanzato Panagiotis. I due sono intenzionati a sposarsi ma, pochi giorni prima del matrimonio, lui viene arrestato per spaccio e detenzione di stupefacenti. Vera Felscherinow fa quindi ritorno a Berlino. Nel frattempo, nel 1989, aveva avuto modo di apparire in una puntata del programma televisivo tedesco Na siehste, dove era stata intervistata da Günther Jauch.
Le notizie relative alla vita di Vera Felscherinow dall'uscita del libro al 1995 sono raccontate nel documentario dello Spiegel di quell'anno. Nel 1996 ha un figlio, Jan-Niklas Philip Felscherinow, con il quale vive a Berlino nei quartieri Neukölln e Spandau per poi trasferirsi a Teltow, una cittadina del Brandeburgo contigua con la periferia meridionale di Berlino. Tra il luglio 2005 e il giugno 2006 escono diverse sue interviste sui quotidiani berlinesi e sulle emittenti televisive tedesche. Il principale messaggio lanciato era stato quello che sarebbe "sicuramente morta" se non fosse rimasta incinta del figlio.
Nel corso dell'intervista apparsa nella puntata del programma televisivo Menschen bei Maischberger (un talk show settimanale intitolato alla conduttrice Sandra Maischberger e oggi chiamato maischberger. die woche) andata in onda sull'emittente tedesca Das Erste il 15 maggio 2007, Vera Felscherinow afferma di seguire un piano di recupero a base di metadone e di non assumere più eroina. Le sue condizioni fisiche non sono del tutto positive: è affetta da una forma cronica di epatite C, contratta negli anni Ottanta e a causa della quale è stata anche ricoverata per lungo tempo in clinica, e accusa una serie di malesseri fisici che la costringono a controlli continui. Quanto alle droghe, dichiara di fare uso raro solo di droghe leggere e soprattutto di psicofarmaci. Pur dichiarando di avere ancora contatti con gli amici del giro della droga (che adesso si è spostato a Kottbusser Tor, cuore del quartiere Kreuzberg), Vera Felscherinow ribadisce che la scelta di allontanarsi dall'eroina sarebbe stata determinata dalla nascita, avvenuta dopo due aborti, di suo figlio (il cui padre è un uomo che ha conosciuto al dispensario di metadone per tossicodipendenti) e dalla necessità di occuparsi di lui.
Tuttavia, a contraddire le sue dichiarazioni, nell'estate del 2008 è apparsa sul tabloid Berliner Zeitung la notizia secondo cui le autorità sociali cittadine le avrebbero sottratto la custodia del figlio a causa di una sua ricaduta nella "siringa". Nel gennaio precedente Vera Felscherinow stava pianificando di emigrare con il figlio e il suo nuovo compagno ad Amsterdam, dove avrebbe condotto una vita da tossicomane. Ma quando le autorità sociali hanno scoperto questo piano, al suo ritorno in Germania hanno allontanato con la forza il ragazzo di undici anni da lei portandolo a vivere in una casa popolare nella contea di Potsdam-Mittelmark con altri coetanei e provvedendo a informare sui fatti i genitori di Vera Felscherinow, la quale, cinque mesi dopo, ha aggredito la polizia a bordo di un treno diretto a Berlino, infuriata e impotente per la sorte del figlio e per la propria. E da allora era scomparsa nell'ambiente underground di Berlino.
La notizia della sottrazione della custodia di Jan-Niklas Philip Felscherinow è confermata dal breve reportage di Spiegel TV del 2008, in cui, per la prima volta in assoluto, viene intervistata la madre di Vera Felscherinow, la quale dichiara che il successo determinato dal libro e dal film è stato la rovina della figlia. Avendo infatti disponibilità finanziarie, sarebbe rapidamente tornata nel tunnel della tossicodipendenza subito dopo il ritorno a Berlino da Amburgo. La madre di Vera Felscherinow afferma infatti che, dai diciotto anni di età in avanti, la figlia non è mai stata realmente lontana dal mondo della droga.
Sempre sul Berliner Zeitung, nel novembre del 2009 è apparsa un'altra breve intervista alla madre di Vera Felscherinow. La donna dichiara che la figlia sta nuovamente seguendo un programma di disintossicazione a base di metadone e che questo le ha permesso di incontrare suo figlio ogni fine settimana nella casa-famiglia nel Brandeburgo alla quale è stato affidato. Il figlio avrebbe anche passato con la madre le vacanze d'autunno. Secondo la madre di Vera Felscherinow, la figlia, a fronte di un autentico superamento della tossicodipendenza, potrebbe riottenerne l'affidamento.

### Il suo secondo libro
Il 10 ottobre 2013 Vera Felscherinow ha pubblicato, con la collaborazione della giornalista Sonja Vukovic, il suo secondo libro, dal titolo Christiane F. Mein zweites Leben (uscito in Italia l'anno seguente con il titolo Christiane F. La mia seconda vita) che narra il seguito della sua storia. Il libro, che è stato presentato un mese dopo alla fiera del libro di Francoforte (durante la quale ha fatto la sua apparizione la stessa Vera Felscherinow) e che è rimasto nella lista dei bestseller di Spiegel per quasi un anno, ha riportato Vera Felscherinow alla ribalta dei rotocalchi internazionali, ai quali ha pure concesso una grande quantità di interviste, e della televisione tedesca, dove ha anche partecipato ad alcuni dibattiti. L'edizione italiana, curata da Rizzoli, è stata pubblicata il 26 febbraio 2014.
Il libro, che non segue uno schema rigidamente cronologico, è in sostanza il racconto della vita di Vera Felscherinow dagli anni Ottanta in poi. Ne emerge il ritratto di una donna - che adesso vive a Berlino, ma che si trova spesso a cambiare abitazione - che ha viaggiato molto tra la Germania, gli Stati Uniti d'America, la Svizzera, la Grecia, i Paesi Bassi e che nel corso delle sue peregrinazioni non è mai stata veramente distante dal mondo delle droghe e da amicizie particolarmente "alternative". Particolare spazio viene dato nel libro a figure di cui si è detto in precedenza (quali Alexander Hacke, Anna Keel e il greco Panagiotis) e al mondo musicale berlinese e statunitense, nonché all'esperienza connessa alla pubblicazione del libro e all'uscita del film. Un capitolo del libro è dedicato alla drammatica descrizione del cosiddetto "parco della droga" di Zurigo mentre in un altro si parla della sua esperienza in carcere.
Tuttavia, l'elemento essenziale di questa nuova biografia memorialistica è rappresentato dal forte legame con il figlio. Nonostante Vera Felscherinow abbia perso la potestà genitoriale, le è concesso infatti di incontrarlo ogni settimana e nelle pagine del libro mostra di avere con lui un rapporto molto solido e dolce, al contrario di quelli con il resto della sua famiglia che sono ormai del tutto assenti. Le notizie più preoccupanti invece riguardano lo stato di salute di Vera Felscherinow, affetta da una serie di malattie dovute al suo stile di vita del passato e anche del presente. Pur non facendo più uso di eroina, continua infatti a fare uso di metadone, di droghe leggere, di psicofarmaci e di bevande alcoliche.

### Gli anni recenti
In occasione della pubblicazione del secondo libro, Vera Felscherinow aveva iniziato, insieme alla casa editrice, a curare un piccolo blog per promuovere il volume stesso e nel quale rispondeva alle principali domande dei suoi lettori e delle persone interessate alla sua vita. Il 29 gennaio 2014 vi ha però annunciato il suo temporaneo ritiro dalla scena pubblica. Le ragioni principali di questa scelta sembrerebbero essere state la cattiva salute e la paura di diventare vittima di una campagna su Internet:
"Ho molta paura che su Internet i critici anonimi mi giudichino e mi facciano causa."
Da allora non ha più preso parte ad apparizioni pubbliche, chiudendo il contatto anche con i compagni più stretti della Christiane F. Foundation, i quali parlano di un "silenzio radio". Kai Hermann mantiene uno sporadico contatto con lei dichiarando a tale proposito alla stampa tedesca: "Non sono autorizzato a parlare pubblicamente della sua vita"
Secondo una testimonianza diretta, Vera Felscherinow nel 2013 faceva parte di un gruppo di tossicodipendenti senzatetto di stanza a Hermannplatz a Berlino, e il suo compagno, anche lui membro di tale gruppo, sarebbe morto di droga nel 2016. La donna si sarebbe di conseguenza trasferita in un altro rifugio per senzatetto per poi spostarsi di nuovo nel maggio 2023 col proposito di vivere il resto della sua vita in una piccola fattoria e libera dalla droga.
Il 19 febbraio 2021 è stata pubblicata sul servizio online di Amazon Prime Video la miniserie televisiva tedesca Noi, i ragazzi dello zoo di Berlino, creata da Annette Hess e che rivisita in chiave moderna il bestseller omonimo.

## Eredità
(Vera Christiane Felscherinow)
Con l'intenzione di rafforzare i giovani dall'interno dei loro sistemi famigliari, Vera Felscherinow ha creato insieme all'editore di Christiane F. Mein zweites Leben (la Deutscher Levante Verlag) una fondazione tedesca (la Christiane F. Foundation) destinata a sostenere i figli di genitori dipendenti da sostanze stupefacenti e alla sensibilizzazione in materia e che sarà finanziata da una parte del ricavato delle vendite del libro. Questo gesto è stato dettato dalla sua volontà di lavorare contro la stigmatizzazione dei tossicodipendenti e per un cambiamento dei valori nella società, secondo i quali le persone non vengono più giudicate esclusivamente in base alle loro prestazioni.

## Opere

### Opere in tedesco
- (DE) Kai Hermann e Horst Rieck, Wir Kinder vom Bahnhof Zoo, Amburgo, Gruner + Jahr, 1978, ISBN 3-570-02391-5.[29]
- (DE) Christiane V. Felscherinow e Sonja Vukovic, Christiane F. Mein zweites Leben, Berlino, Deutscher Levante Verlag, 2013, ISBN 978-3-943737-12-7.

### Edizioni in italiano
- Christiane F., Noi i ragazzi dello Zoo di Berlino, Milano, Rizzoli, 1981.[30]
- Christiane V. Felscherinow e Sonja Vukovic, Christiane F. La mia seconda vita, Milano, Rizzoli, 2014, ISBN 978-8817073356.

## Discografia

### Album in studio
- 2003 - Wunderbar/Health Dub (Playhouse Playhouse)

### Raccolte
- 1984 - Tra Special Berlin (Tra Project)
- 2005 - Die Grosse Untergangsshow - Festival Genialer Dilletanten - Berlin Tempodrom, 4 September 1981 (Friedrichshafen)
- 2005 - Berlin Super 80. Music & Film Underground West Berlin 1978 - 1984 (Monitorpop Entertainment)

#### EP
- 1982 - Gesundheit! (Posh Boy)
- 1982 - Final Church (Ripp Off)

### Singoli
- 1982 - Wunderbar/Der Tod holt mich ein (con gli Einstürzende Neubauten)
- 2006 - Ich bin so suchtig

### Audiolibri
- 2021 - Das Berlin der Kinder vom Bahnhof Zoo (Audible/Stern)

## Filmografia

### Attrice

#### Cinema
- Neonstadt regia di Wolfgang Büld, Dominik Graf, Hans Schmid, Helmer von Lützelburg e Gisela Weilemann (1982)
- Decoder, regia di Muscha (1984)
- B-Movie: Lust & Sound in West-Berlin 1979–1989, regia di Jörg A. Hoppe, Klaus Maeck, Heiko Lange e Alexander von Sturmfeder - documentario (2015)
- Kino im Rausch: Die Kinder vom Bahnhof Zoo, regia di Silvia Palmigiano - documentario (2022)
- Moi, Christiane F, 13 ans, droguée, prostituée... - Une génération perdue, regia di Claire Laborey - documentario (2022)

#### Televisione
- Christiane F. - documentario TV (1983)
- Christiane F. - documentario TV (1995)
- Christiane F. und die Kinder vom Bahnhof Zoo - documentario TV (2013)

### Sceneggiatrice
- Christiane F. - Noi, i ragazzi dello zoo di Berlino (Christiane F. - Wir Kinder vom Bahnhof Zoo), regia di Uli Edel (1981)